# Delta Sagittae
Delta Sagittae (δ Sagittae, δ Sge) è una stella binaria nella costellazione della Freccia. Dista 582 anni luce dal sistema solare e la sua magnitudine apparente è +3,82.

## Osservazione
Grazie alla sua posizione non fortemente boreale, può essere osservata dalla gran parte delle regioni della Terra, sebbene gli osservatori dell'emisfero nord siano più avvantaggiati. Nei pressi del circolo polare artico appare circumpolare, mentre resta sempre invisibile solo in prossimità dell'Antartide. Essendo di magnitudine 3,82, la si può osservare anche dai piccoli centri urbani senza difficoltà, sebbene un cielo non eccessivamente inquinato sia maggiormente indicato per la sua individuazione.

## Caratteristiche del sistema
δ Sagittae è una binaria spettroscopica, la cui componente più luminosa è una stella gigante luminosa di classe spettrale M2II, con una massa quasi 4 volte quella solare e 2800 volte più luminosa, tenendo conto della radiazione infrarossa che la stella emette per via della sua bassa temperatura superficiale, attorno ai 3600 K. Si tratta di una stella in avanzato stadio evolutivo, che da tempo ha terminato l'idrogeno interno da convertire in elio ed il suo raggio è aumentato fino a 152 volte quello solare. Come molte stelle di questo tipo è anche una variabile, del tipo irregolare lenta.
A 8,8 UA di distanza dalla gigante, la secondaria orbita attorno al comune centro di massa in circa 10,2 anni; questa è una stella di sequenza principale di classe B9, che ha una massa 2,9 volte quella del Sole ma un raggio molto minore rispetto alla gigante rossa, equivalente a circa 2,6 raggi solari. Date le enormi dimensioni della gigante, essa sarebbe vista da un ipotetico pianeta in orbita attorno alla secondaria 14 volte più grande di quanto non lo sia il Sole dal cielo terrestre.